# How the West Was Won and Where It Got Us
«How the West Was Won and Where It Got Us» es el cuarto y último sencillo publicado en el álbum de estudio New Adventures in Hi-Fi, lanzado en 1997 por la banda estadounidense R.E.M..
Fue lanzado en Alemania y Japón.

## Lista de canciones
Todas ellas fueron escritas por Bill Berry, Peter Buck, Mike Mills, and Michael Stipe salvo las indicadas.
1. «How the West Was Won and Where It Got Us» – 4:34
2. «Be Mine» (Mike on the Bus version) – 4:54
3. «Love Is All Around» (Reg Presley) – 3:04
4. «Sponge» (Vic Chesnutt) – 4:08